# سفارة دولة فلسطين لدى أذربيجان
سفارة دولة فلسطين لدى أذربيجان هي الممثلية الدبلوماسية العُليا لدولة فلسطين لدى أذربيجان. تقع السفارة في باكو.